# Yakovlev Yak-27
Le Yakovlev Yak-27 (en russe : « Яковлев Як-27 ») est un dérivé du Yak-25 pour la haute altitude, développé en 1958 à partir du prototype Yak-121. Sa désignation OTAN est « Flashlight-C ».
La version la plus produite, l'avion de reconnaissance tactique Yak-27R, porte la désignation OTAN « Mangrove ».

## Conception et développement
Développé pour succéder à la famille du Yak-25, le prototype Yak-121 (en russe : « Як-121 ») devait former la base de la famille des Yak-27, des avions intercepteurs et de reconnaissance tactique supersoniques. Désigné par le code « Izdeliye 21 », sa production démarra en 1956. Les premiers exemplaires étaient très similaires au Yak-121, ne différant que par quelques détails mineurs, comme les moteurs RD-9F, alors que le Yak-121 avait des RD-9AK et était clairement sous-motorisé. Le premier appareil de production (s/n 0201) prit l'air en juillet 1957 avec aux commandes le pilote d'essais de l'usine Choovin.
Les intercepteurs Yak-27 et Yak-27K, armés respectivement de canons et de missiles K-8, atteignirent voire excédèrent les demandes de leur cahier des charges, mais étaient surclassés en performances par le Soukhoï Su-9. Après avoir effectué 74 vols d'essais entre septembre 1956 et mai 1958, dont certains comprenant des tirs de missiles en conditions réelles, leur production ne fut pas autorisée par la Voyska PVO.
Une version d'interception à haute altitude, le Yak-27V, fut présentée le 16 novembre 1956. Créée à partir de la conversion du prototype Yak-121 original, elle était dotée d'un nouveau radar Almaz relié à un système de visée automatique ASP-5NM, d'un pilote automatique AP-28, d'un système de liaisons de données Gorizont-1 or Vozdookh-1 et d'autres équipements. L'armement consistait en deux canons NR-30 ou d'autres armes à plus haute cadence de tir, mais l'avion devait pouvoir aussi emporter des roquettes non-guidées. L'une des modifications les plus importantes était l'installation d'un moteur-fusée Douchkine S-155 de 13 kN de poussée à l'arrière du fuselage et des turboréacteurs à postcombustion Toumanski RD-9AKYe. L'ajout du moteur-fusée imposa de nombreux changements structurels, et les nombreux éléments présents près du moteur et de ses réservoirs durent être renforcés et protégés contre la corrosion des produits qu'il employait. Extérieurement l'avion ressemblait à un appareil biplace, mais en fait la deuxième place avait été supprimée pour économiser du poids, et il en fut de même pour le parachute de freinage et une partie de l'équipement. Le radôme avant avait été remplacé par un cône en métal doté d'une perche de mesures à la pointe. Le prototype du Yak-27V commença ses essais en vol fin avril 1957. Bien que les performances s'avérèrent bonnes, avec une altitude de 23 500 m et une vitesse de Mach 1,8 atteintes pendant les essais, le développement de cet appareil fut stoppé, essentiellement en raison de problèmes de maintenance et de mode d'emploi de la fusée S-155 au quotidien.
La version dédiée à la reconnaissance photographique à haute altitude du Yak-27 fut désignée Yak-27R, portant la désignation OTAN « Mangrove ». Le radôme et son radar furent remplacés par un nez vitré accueillant un navigateur/observateur, deux caméras furent ajoutés, et le canon Nudelman-Rikhter NR-23 de gauche fut supprimé. Les ailes étaient plus grandes, avec une envergure de 11,82 m, et les moteurs étaient des Toumanski RD-9AF, procurant à l'appareil une vitesse maximale d'environ 1 285 km/h à haute altitude. L'avion avait un plafond opérationnel de 16 500 m et une distance franchissable de 2 380 km avec deux réservoirs d'ailes additionnels. Environ 180 appareils furent produits, à l'usine no 292, à Saratov en Union soviétique.

## Carrière opérationnelle
Le Yak-27R entra en service au sein des forces aériennes soviétiques en 1960, devant remplacer l'avion de reconnaissance subsonique Iliouchine Il-28. Cependant, malgré sa plus grande vitesse et son plafond plus important, il disposait de moins d'autonomie. L'avion avait également quelques limitations opérationnelles et n'était utilisé en vitesse supersonique que par les pilotes les plus expérimentés. La position basse des moteurs les rendait enclins à aspirer des débris provenant des pistes peu préparées des aérodromes du front. De plus, avec la couverture sans-cesse accentuée de missiles antiaériens sur le territoire de l'Europe, l'avion à haute altitude Yak-27R était même encore plus limité que l'Il-28 qu'il était censé remplacer.
L'avion fut finalement retiré du service opérationnel au début des années 1970, puis fut remplacé par le Yak-28R, puis le MiG-25R.

## Versions
- Yak-121 : (en russe : « Як-121 ») Prototype de développement ;
- Yak-27 : (en russe : « Як-27 ») Intercepteur supersonique dérivé du Yak-121 et armé de deux canons de 30 mm. Il n'entra jamais en service ;
- Yak-27F : (en russe : « Як-27Ф ») Conversion d'un Yak-27R doté de caméras TV pointant vers le bas dans l'arrière du fuselage ;
- Yak-27K ou Yak-27K-8 : (en russe : « Як-27К-8 ») Version d'interception dotée de deux missiles Kaliningrad K-8, qui n'entra jamais en service ;
- Yak-27LSh : (en russe : « Як-27ЛШ », pour « лыжным шасси », « atterrisseur à ski ») Version dotée d'un ski rétractable sous le centre du fuselage et de roues de nez élargies ;
- Yak-27V : (en russe : « Як-27B ») Conversion d'un seul prototype Yak-121 en intercepteur à haute altitude, doté d'un moteur-fusée supplémentaire. Malgré de bonnes performances, il ne fut pas mis en service ;
- Yak-27R : (en russe : « Як-27P ») Version dédiée à la reconnaissance photographique tactique, dotée d'une envergure plus grande et de moteurs modifiés. Il entra en service en 1960 et fut la version la plus produite, avec environ 180 appareils construits.

## Opérateurs
Union soviétique
- Forces aériennes soviétiques[6] :
  - 11e régiment de reconnaissance « Vitebskiy » : 1966 à 1970, Neu-Welzow, Allemagne de l'Est ;
  - 47e régiment de reconnaissance : Premier Yak-27R reçu en mai 1959, les derniers appareils furent retirés au milieu des années 1970 et remplacés par des MiG-25RB. Régiment basé à Shatalovo, district militaire de Moscou ;
  - 48e régiment de reconnaissance « Nizhegorodsky » : 1958 à 1972, Kolomiya, Ukraine occidentale ;
  - 98e régiment de reconnaissance « Vislenskiy » : 1961 à 1973, Montchegorsk, Péninsule de Kola ;
  - 164e régiment de reconnaissance « Kerchensky » : 1961 à 1973, Brzeg, Pologne ;
  - 511e régiment de reconnaissance « Yasskiy » : 1960 à 1965, Buyalyk, près d'Odessa en Ukraine ;
  - 886e régiment de reconnaissance « Stalingradskiy » : 1966 à 1970, Jēkabpils, Lettonie.

## Survivants
- Un Yak-27R préservé est exposé au musée central des forces aériennes de la fédération de Russie de Monino[7].